# 週チャンひみつ基地局
「週チャンひみつ基地局」（しゅうチャンひみつきちきょく）は『週刊少年チャンピオン』にて2014年28号から2018年33号まで連載された読者投稿コーナーである。略称、通称は「チャンみつ」。
週刊少年チャンピオンの情報エクスプレス「篠本634のアイドル戦国時代」を連載している篠本634が代表をつとめるライター事務所short cutが制作。それまで1年3か月連載されていた「EXIT TUNESプレゼンツ 週刊3D 出口はドコだ!?(週刊3D)」の後を継いで連載が開始された。
連載開始後、週刊少年サンデーの「サンデー青春学園」が2016年、週刊少年ジャンプの「スクールオブジャンプ」が2017年に連載終了し、週刊少年マガジン（週チャンひみつ基地局開始時点で「ピモピモ広場」は既に連載終了していた）を含む4大週刊少年マンガ誌では唯一の読者投稿コーナーとなった。
連載開始からちょうど4年後の2018年28号（No.193）にて連載が残り5週と発表され、2018年33号にて終了した。

## 概要
2014年27号にて連載タイトル告知。28号にて正式スタートとなり、読者投稿コーナーならびにメンバーが紹介された。
基地局から情報を発信する番組の体裁となっており、一枚イラストとメンバーの誌上トーク、読者から寄せられた投稿ハガキ紹介、コーナー募集告知から構成されている。投稿コーナーの開始は32号（No.5）からで、初回は「中二病棟へようこそ」と「エロくなどない習字教室！」の2コーナーだった。
賞レースの形を取っておらず、1回につき1名のMVPが選出され、賞品が進呈される。
投稿は官製ハガキを郵送するか、またはハガキサイズの紙をまとめて封筒に入れて郵送する方法で受け付けている。携帯電話やインターネット経由でのウェブ投稿も文字ネタのみ、週刊少年チャンピオンのウェブサイト内の『週チャン ひみつ基地局』ネタ投稿フォームで受け付けている。
Twitterに「週チャンひみつ基地局」アカウントが存在するが、投稿ハガキのネタは受け付けていない。

## メンバー

### エディター
篠本634
アイドルライター＆週チャンひみつ基地局の司令官。千葉県出身。
怪談と甘いものと猫が好きで、誌面では「634」と書かれたTシャツ、マントと短パン姿で、常に涙を流している。

### ライター
しずぽん
滋賀県出身の女性ライター。
山本エリーゼの後任として2018年17号（No.183）初登場。
乃木坂46と謎解き、リアル脱出ゲームが好き。

### イラスト
まみやけい
アイドル好きのマンガ家。群馬県出身。
誌上ではベレー帽を被り、ちゃぶ台を背負っている。
毎回、その週に沿ったテーマのイラストを描く。

### 進行
ラッシー木村
プロレス好きの進行担当。元探偵。静岡県出身。
誌上ではサングラスに黒スーツ姿でマスクを着用。マスクには犬の鼻、口、ヒゲが描かれており、付け耳、しっぽが生えている。

### レイアウト
土方芳枝、唐澤亜紀
両名とも誌上には登場しないが、クレジットには名前の記載がある。

## 元メンバー
あや〜ん
秋葉原の地下アイドル出身の女性ライター。岡山県出身。
誌上ではヘッドホンを装着しており、口ぐせは地下アイドル時代と同じ「あややや〜ん！」
2015年18号（No.40）を最後に卒業。
卒業の理由は「ネイリストになるため」だったが、数か月後に基地局のメンバーが確認したところ、「ネイリストは辞めて、ネットビジネスをやりたい」と進路が変わっていた。
山本エリーゼ
ニューヨーク出身、兵庫県育ちの関西弁の女性ライター。
誌上ではツッコミ担当で、頭に王冠を乗せメガネをかけている。
好きなタイプは黒人。
ニューヨークへの移住を理由に、2018年16号（No.182）卒業。

## コーナー

### 現在募集中のコーナー
レリゴー！ドリーム発表会
文末に「そんな夢を見た」と付けて、自分が見た夢を発表する。
ミス“チャンみつ”を探せ！
毎回出されるお題に沿った女子イラストを描く、先代読者ページ「週刊3D」から引き継いだ伝統的なイラストコーナー。およそ2か月に1回のペースで出題されている。
過去〜現在募集中のお題
第1回　夏の美少女
第2回　体育祭の美少女
第3回　冬の美少女　
第4回　バレンタインな美少女
第5回　春の美少女
第6回　水着の美少女
第7回　メガネの美少女
第8回　12月の美少女
第9回　花と美少女
第10回　梅雨の美少女
第11回　恋する美少女
第12回　戦う美少女
第13回　夏休みの美少女
第14回　動物と美少女
第15回　卒業式の美少女
第16回　結婚と美少女

地獄へ行ってらっしゃい♪
身の回りに起こった腹立たしい出来事や人物に対し、文末に「地獄へ行ってらっしゃい」と付けて紹介する。
こんな未来は勘弁な！
100年後の世界で、こうなっていたら嫌だという未来を予想する。
エロくなどない習字教室！
その言葉自体にいやらしい意味はないが、いやらしい意味にとれる、いやらしい言葉の響きがある言葉を筆もしくは筆ペンで書く。
俺ニュースステーション
自分の身の回りに起こったおかしな出来事、普通な出来事を報告する。文頭は「俺、」。
魂の週チャン美術館
週刊少年チャンピオン連載作品のキャラクターの似顔絵を募集するイラストコーナー。コマ漫画もOK。
中二病棟へようこそ
中二病と呼ばれるような身の回りの人物、もしくは本人の言動を紹介する。
今週の傾奇者報告書!!
恥ずかしいこと、やってはいけないこと、意味不明なことを敢えてやってみた結果、何が起こったか、周囲の反応、その時の気持ちなどを紹介する。およそ2か月に1回のペースで出題されている。
過去〜現在募集中のお題
第1回　学校の黒板に、自分の名前入りの相合傘を書いてみたら？
第2回　先生をお母さんと呼んでみたら？
第3回　学校の飼育小屋に一晩泊まってみたら？
第4回　学校にパジャマで登校してみたら？
第5回　授業中に突然、先生に告白してみたら？
第6回　教室でうんちしてくると宣言したら？
第7回　放課後、教室で大声で歌ってみたら？
第8回　廊下で座禅を組んでいたら？
第9回　跳び箱の中で1日過ごしたら？
第10回　河原で縦笛を吹いていたら？
第11回　学校にペットを連れて行ったら？
第12回　ひとりで掃除当番を引き受けたら？
第13回　電車の中で突然、前転をしたら？
第14回　突然、雨乞いの舞を踊ってみたら？
第15回　日常で、サムライ言葉を使いだしたら？
第16回　一週間、話す言葉を英語禁止にしてみたら？
第17回　初めての店で『いつもの』と注文してみたら？
第18回　自分の誕生日に、あえて学校を休んでみたら？
第19回　雑誌の占い通りに行動してみたら？
第20回　うさぎ跳びで登校してみたら？
第21回　朝礼で校長先生を野次ってみたら？

名探偵！事件の真相！
出されたお題に対し、その理由を推理する大喜利コーナー。
過去〜現在募集中のお題
第1回　ローラがタメ口を封印！なぜ？
第2回　日本の平均気温が1℃上昇！なぜ？
第3回　東京タワーが真っ白に！なぜ？　
第4回　コンビニが深夜営業を中止。なぜ？
第5回　ふなっしーがしゃべらなくなった。なぜ？
第6回　空からお菓子が降ってきた。なぜ？
第7回　日本でトランプ氏を目撃！なぜ？
第8回　石焼きイモ屋が街から消えた。なぜ？
第9回　雪の日。フンドシの人が歩いていた。なぜ？
第10回　チャンみつのツイッターが炎上。なぜ？
第11回　東京オリンピックの開催地が埼玉に変更。なぜ？
第12回　カズレーザーが、赤い服をやめた！なぜ？
第13回　好きなあの子に突然ぶたれた。なぜ？
第14回　財布に覚えのない100万円が！なぜ？
第15回　日本中の学校から制服が廃止に！なぜ？

### 募集以外のコーナー
ラッシー木村のプロレススーパー“技”列伝
プロレス好きの木村がプロレス技を紹介。イラストはまみやが担当で、エリーゼもしくはあや〜んがまみやに技をかける。
第1回　アームロック（白目式）
第2回　稲妻レッグラリアット
第3回　上からドン！　
第4回　エメラルド・フロウジョン
第5回　鬼殺し
第6回　顔面ウォッシュ
第7回　逆エビ固め
第8回　クー・デ・グラ
第9回　袈裟斬りチョップ
第10回　こけし
第11回　サソリ固め
第12回　シャイニングウィザード
第13回　ストンピング
第14回　セイバーチョップ

### 終了したコーナー
ニッポン全国ご自慢競技場！
誰でも知っている名物ではなく、地元でもよく知らない自慢を紹介する。
なんでもケータイ相談室
悩み事を送ってきた読者にメンバーが直接電話して相談に乗る。
最強ラブレター合戦！
アイドルやマンガの女性キャラクターに思いの丈をぶつけたラブレターを送る。
4コマ漫画地下最強トーナメント！
ひとつのテーマに沿って4コママンガで対決する16人のトーナメント大会。
恥ずかし供養
思い出すと恥ずかしくなってしまう出来事を投稿し、大勢の読者に読んでもらうことで供養する。
チャンピオンからの挑戦状
特定の号の中からクイズが出され、その答えを書いて応募すると、抽選で賞品が当たる。
チャンみつ探偵団Z
メンバーが様々な謎を現地取材によって調査する。第1回は「小さいおじさんを探せ！」で、その時にあや〜んが描いたおじさんのイラストは現在も登場することがある。

## ノベルティグッズ　賞品
豪華賞品とだけ記載されており、内容はMVP選出者以外には不明。